# 332326 Aresi
332326 Aresi este o planetă minoră (asteroid) din centura de asteroizi. A fost descoperită pe 27 decembrie 2006 la Gnosca⁠(d) de Stefano Sposetti⁠(d). 
Obiectul prezintă o orbită caracterizată de o semiaxă mare de 2,3879127123848 UAi, o excentricitate de 0,06, o înclinație de 10,6 ° în raport cu ecliptica.